# Кармайкл (лунный кратер)
Кратер Кармайкл (лат. Carmichael) — небольшой ударный кратер в восточной части Залива Любви на видимой стороне Луны. Название присвоено в честь американского психолога Леонарда Кармайкла (1898—1973) и утверждено Международным астрономическим союзом в 1973 г.

## Описание кратера
Ближайшими соседями кратера являются кратер Маральди на западе; кратер Франк на северо-западе; кратер Хилл на севере-северо-востоке; кратер Макробий на востоке-северо-востоке; кратер Фредгольм на востоке-юго-востоке; кратер Франц на юге и кратер Теофраст на юго-западе. На западе от кратера Кармайкл находится Залив Любви; на севере Таврские горы; на северо-востоке Озеро Справедливости; на юго-востоке Болото Сна; на юго-западе Море Спокойствия. Селенографические координаты центра кратера 19°32′ с. ш. 40°22′ в. д. / 19,53° с. ш. 40,36° в. д., диаметр 19,7 км, глубина 3,8 км.
Кратер имеет циркулярную чашеобразную форму с небольшим участком сравнительно ровного дна. Внутренний склон гладкий, у подножия юго-восточной части склона находится осыпь пород. К юго-западной части внешнего склона вала примыкает небольшой приметный кратер. Высота вала над окружающей местностью достигает 780 м , объем кратера составляет около 240 км3. По морфологическим признакам кратер относится к типу SOS (по названию типичного представителя этого класса — кратера Созиген). Кратер Кармайкл включен в список кратеров с яркой системой лучей Ассоциации лунной и планетарной астрономии (ALPO).
До получения собственного названия в 1973 г. кратер Кармайкл именовался сателлитным кратером Макробий A.

## Сателлитные кратеры
Отсутствуют.

## См.также
- Список кратеров на Луне
- Лунный кратер
- Морфологический каталог кратеров Луны
- Планетная номенклатура
- Селенография
- Минералогия Луны
- Геология Луны
- Поздняя тяжёлая бомбардировка